# توني مارتينو
توني مارتينو هو لاعب كرة القدم الكندية كندي، ولد في 9 يونيو 1966 في كيلونا في كندا.

## وصلات خارجية
- توني مارتينو على موقع JustSportsStats.com (الإنجليزية)